# Batallón
Un batallón es una unidad militar táctica que puede estar compuesta de 400 a 1200 soldados; formada, usualmente, por dos a cinco compañías; y mandada típicamente por un Teniente coronel. (por ej. algunos ejércitos organizan su infantería en batallones, pero en cambio llaman a las unidades de caballería y de artillería equivalentes "escuadrón" o "grupo"). Puede incluso haber sutiles distinciones dentro de las fuerzas armadas de una nación, como la distinción entre un batallón de carros y un escuadrón mecanizado, dependiendo de cómo se percibe el papel operacional de la unidad dentro de la organización histórica del ejército.
Un batallón es, generalmente, la unidad más pequeña capaz de realizar operaciones independientes (por ej. no ligada a un mando superior). Sin embargo, muchos ejércitos tienen unidades más pequeñas que son autosuficientes.
El batallón suele ser parte de un regimiento,también puede formar parte de una agrupación táctica o brigada, dependiendo del modelo organizativo usado por ese servicio. Los batallones son ordinariamente homogéneos con respecto al tipo (por ej. un batallón de infantería o un batallón de carros), aunque existen muchas excepciones.
En España el batallón lo manda un teniente coronel,  o en ausencia de este, el de empleo inmediatamente inferior (comandante), y está formado generalmente (en infantería) por el mando, la plana mayor de mando, la compañía de la plana mayor, tres compañías de fusileros y una compañía de armas, que suponen entre 400 y 700 soldados.
En el Ejército Argentino los batallones son las unidades tácticas de las armas de ingenieros y de comunicaciones, de los servicios de arsenales e intendencia y de las tropas técnicas de aviación de ejército y de inteligencia. En el arma de artillería toman el nombre de grupo.

## Historia
El nombre histórico y genérico batallón es muy antiguo. El nombre técnico batallón no data más allá del siglo XVII. Es un aumentativo traducido del italiano battaglione, que significa gran batalla o reunión de muchas batallas, tomando este término en el sentido de tropas, sentido que tuvo en un  principio y por mucho tiempo. Es una equivocación suponer, como algunos dicen [cita requerida], que batallón es un aumentativo de batalla. En el siglo XIV se entendía con el nombre de batallón una reunión de tropas de ocho a diez mil hombres formando una de las grandes secciones en que se dividía un ejército, es decir, una masa de tropas. Aún en el siglo XVI se daba indistintamente el nombre de  batallón a una masa de tropas cuadradas, sea que fuese de infantería o de caballería.
Para que se vea la inexactitud de este término, Maquiavelo proponía que se diera el nombre de batallón a un gran regimiento y este batallón-regimiento de Maquiavelo se dividía en catervas que podían compararse a nuestros batallones modernos. El nombre batallón no pasó a ser reglamentario en los ejércitos franceses hasta después de Luis XIV. Entonces se tomó en un sentido semejante al que tenía la cohorte entre los romanos, entre los bizantinos el dronte, en la Edad Media la escala y en las legiones de Francisco I las bandas.

## Estados Unidos

### Ejército de los Estados Unidos
En el Ejército de los Estados Unidos, un batallón es una unidad compuesta por un cuartel general y de dos a seis baterías, compañías o tropas. Normalmente se identifican con números ordinales (1.er Batallón, 2.º Escuadrón, etc.) y normalmente tienen unidades subordinadas que se identifican con letras simples (Batería A, Compañía A, Tropa A, etc.). Los batallones son organizaciones tácticas y administrativas con una capacidad limitada para planificar y llevar a cabo operaciones independientes y normalmente son componentes orgánicos de brigadas, grupos o regimientos.
Un batallón del Ejército de Estados Unidos incluye al comandante del batallón (teniente coronel), al oficial ejecutivo (mayor), al sargento mayor de mando (CSM), al personal del cuartel general y, normalmente, a entre tres y cinco compañías, con un total de entre 300 y 1.000 (pero normalmente entre 500 y 600) soldados. Un regimiento consta de entre dos y seis batallones orgánicos, mientras que una brigada consta de entre tres y siete batallones separados.
Durante la guerra civil americana, un batallón de infantería o de caballería era una agrupación ad hoc de compañías del regimiento matriz (que tenía diez compañías, de la A a la K, menos la J, como se describe más adelante), excepto en el caso de ciertos regimientos regulares de infantería, que se organizaban formalmente en tres batallones de seis compañías cada uno (numerados del 1 al 6 por batallón, con designaciones de letras secuenciales). Después de 1882, los batallones de caballería pasaron a llamarse escuadrones y las compañías de caballería pasaron a llamarse tropas. Los batallones de artillería solían estar formados por cuatro o más baterías, aunque este número fluctuaba considerablemente.
Durante la Segunda Guerra Mundial, la mayoría de los regimientos de infantería constaban de tres batallones (1.º, 2.º y 3.º) y cada batallón estaba formado por tres compañías de fusiles y una compañía de armas pesadas. Es decir, las compañías de fusiles A, B, C junto con la compañía de armas pesadas D formaban parte del 1.er batallón, las compañías de fusiles E, F, G, y la compañía de armas pesadas H constituían el 2.º batallón, y las compañías de fusiles I, K, L, y la compañía de armas pesadas M estaban en el 3.º No existía la Compañía J porque tradicionalmente no se utilizaba la letra J porque en la tipografía antigua de los siglos XVIII y XIX, las letras mayúsculas I y J se parecían y, por tanto, se confundían fácilmente. Era habitual que un batallón se adscribiera temporalmente a otro regimiento. Por ejemplo, durante la confusión y el elevado número de bajas tanto en el Desembarco de Normandía como en la Batalla de las Ardenas, para reforzar los efectivos de un regimiento de infantería mermado, las compañías e incluso los batallones fueron trasladados según fuera necesario.
El Ejército de Estados Unidos también creó batallones de tanques independientes para adjuntarlos a las divisiones de infantería durante la Segunda Guerra Mundial con el fin de darles apoyo de fuego.
Desde la década de 1960 hasta principios de la de 1980, un batallón de maniobra típico (de infantería o de tanques) tenía cinco compañías: compañía del cuartel general y del cuartel general (HHC) y las compañías A, B y C más una compañía de apoyo al combate (CSC), con un pelotón de exploradores, un pelotón de morteros pesados de 107 mm (4,2 pulgadas), junto con otros elementos que variaban según las organizaciones. Estos incluían pelotones de misiles TOW pesados, secciones de radar de vigilancia terrestre y secciones de sistema de defensa aérea portátil. A partir de principios de la década de 1980, algunos elementos de las compañías de apoyo al combate (los pelotones de mortero y de exploradores) se fusionaron en la compañía del cuartel general con los elementos de estado mayor y de apoyo, otros se trasladaron a su organización de tipo principal (radar de vigilancia terrestre y defensa aérea), y en los batallones de infantería el pelotón de misiles antitanque pesados se organizó como una compañía independiente (E Compañía). A finales de la década de 1980, se añadió una cuarta compañía de "línea" (Compañía D ) en la mayoría de los batallones de infantería y de carros de combate.
En esta estructura más antigua, los batallones de infantería mecanizada y los batallones de carros de combate del Ejército de los EE. UU., con fines tácticos, organizaban las compañías entre sí, formando una fuerza de tarea del tamaño de un batallón.
A partir de 2005-2006, los batallones mecanizados y de carros de combate del Ejército de Estados Unidos se reorganizaron en Batallones de armas combinadas (CABs). Los batallones de tanques y los batallones de infantería mecanizada ya no existen. Estos nuevos batallones de armas combinadas son unidades modulares, cada una de las cuales está formada por una compañía de cuartel general, dos compañías de infantería mecanizada, dos compañías de tanques y una compañía de apoyo de vanguardia adscrita al batallón de apoyo de brigada matriz del batallón. Esta nueva estructura eliminó la necesidad de organizar las compañías entre batallones; cada batallón de armas combinadas estaba compuesto orgánicamente por las compañías necesarias. A un nivel superior, cada brigada acorazada (anteriormente designada como "brigada pesada") se compone ahora de tres CAB (frente a los dos CAB de una antigua brigada pesada), un escuadrón de reconocimiento, un batallón de artillería, un batallón de ingenieros de brigada (BEB) y un batallón de apoyo de brigada (BSB).

### Cuerpo de Marines de los Estados Unidos
Un batallón del Cuerpo de Marines de los Estados Unidos incluye el cuartel general del batallón, formado por el oficial al mando (normalmente un teniente coronel, a veces un coronel), un oficial ejecutivo (el segundo al mando, normalmente un mayor), el sargento mayor, y el personal ejecutivo (S-1 a S-4 y S-6). El cuartel general del batallón cuenta con el apoyo de una compañía de cuartel general y servicios (batería). Un batallón suele contener de dos a cinco compañías orgánicas (baterías en la artillería), con un total de 500 a 1.200 marines en el batallón. Un regimiento está formado por un cuartel general del regimiento, una compañía de cuartel general (o batería) y de dos a cinco batallones orgánicos (regimientos de infantería de marina: tres batallones de infantería; regimientos de artillería de marina: de tres a cinco batallones de artillería; regimientos de logística de combate de marina: de uno a tres batallones de logística de combate). En el Cuerpo de Marines de EE. UU., la designación de brigada sólo se utiliza en la "Brigada Expedicionaria de Marines" (MEB). Una MEB es una de las Marine Air-Ground Task Forces (MAGTF) estándar, está comandada por un general de brigada o general de división, y consta de un elemento de mando, un elemento de combate terrestre (normalmente un regimiento de infantería de marina reforzado), un elemento de combate de aviación (un grupo de aeronaves de los Marines reforzado que incluye aviones de ala rotatoria, ala fija y tiltrotor), y un elemento de logística de combate (un regimiento de logística de combate de los Marines, que incluye fuerzas de construcción naval [Seabees] y elementos médicos navales).
En el Cuerpo de Marines de EE. UU., un batallón de infantería o de "fusiles" suele estar formado por una compañía de cuartel general y de servicio, tres compañías de fusiles o de "línea" (designadas alfabéticamente de la A a la M según el batallón del regimiento matriz al que estén adscritas) y una compañía de armas. Las compañías de armas no reciben una designación de letras. Los regimientos de infantería de marina utilizan las designaciones de batallón y compañía como se describió anteriormente en la Segunda Guerra Mundial, con las letras D, H y M de la compañía que normalmente no se utilizan, sino que se mantienen en reserva para su uso en el aumento de una cuarta compañía de fusiles en cada batallón cuando sea necesario.
Los batallones de infantería del Cuerpo de Marines de los Estados Unidos están organizados en Equipos de Desembarco de Batallón (BLT) como elemento de combate terrestre (GCE) de una Unidad Expedicionaria de Marines (MEU). Un batallón de infantería de marina estándar suele estar apoyado por una batería de artillería y un pelotón de tanques, vehículos de asalto anfibio, vehículos de reconocimiento blindados ligeros, marines de reconocimiento e ingenieros de combate. La estructura del batallón está diseñada para expandirse fácilmente para incluir una cuarta compañía de fusileros, si es necesario, como se describe anteriormente en la organización del batallón. A menudo se asignan al batallón oficiales de la Air Naval Gunfire Liaison Company (ANGLICO), para coordinar el naval gunfire support.

### Marina de los Estados Unidos
La Marina de los Estados Unidos cuenta con Batallones de construcción y Batallones de manipulación de carga de la Marina. Están estructurados de forma más o menos análoga a un batallón del Ejército o del Cuerpo de Marines, con oficiales de Estado Mayor y de mando de grado y experiencia similares.

## Francia
En el Ejército francés, el batallón era originalmente una formación táctica de combate a pie, que se formaba reuniendo las fuerzas de varias compañías. El batallón era entonces (bajo el llamado Antiguo Régimen) el equivalente de infantería del escuadrón de caballería, siendo el regimiento y la compañía más bien formaciones administrativas. Posteriormente, el batallón se convirtió gradualmente en una subdivisión orgánica  del regimiento, pero este escalón intermedio entre la compañía y el regimiento ha desaparecido casi por completo, excepto en la Aviación Ligera del Ejército francés.
En la Armada francesa, el nombre batallón se utilizó para los fusileros marinos (los batallones de la Brigada de Fusileros Marinos involucrados en la Batalla de Dixmuda durante la Primera Guerra Mundial y el primer Batallón de Fusileros Marinos de las Fuerzas Francesas libres durante la Segunda Guerra Mundial).
Hoy día el nombre permanece para el Batallón de Bomberos de Marsella.
En la Fuerza Aérea francesa también se utilizó el nombre de batallón (batallón aéreo y batallón de ingeniería aérea, estas últimas unidades pertenecientes al ejército), pero ya no se utiliza en la actualidad.
Finalmente, la Gendarmería Nacional ya no cuenta con batallones, los dos últimos pertenecieron al 2.º Regimiento de Infantería de la Guardia Republicana a principios de los años 1980.

### El batallón en el ejército francés contemporáneo
Hoy en día, existen tres tipos de batallones en el ejército francés (además del Batallón de Bomberos de Marsella ya mencionado):

#### Batallones orgánicos
Los regimientos del ejército se subdividen en compañías y el escalón de batallón ha desaparecido. Sin embargo, tres de los regimientos de helicópteros de combate de aviación ligera (ALAT) del Ejército tienen batallones. Adoptada por primera vez por el 5.º regimiento de helicópteros de combate con base en Pau, esta organización se amplió también al 1.º y 3.º regimiento. Tenga en cuenta que el 4.º regimiento (que apoya a las fuerzas especiales) tiene una fuerza laboral más pequeña y no ha adoptado la estructura de batallón 1.
Ejemplo: el 5.º regimiento de helicópteros de combate tiene tres batallones orgánicos:
Personal general, oficinas (BCOI, BCML):
- Batallón de apoyo aeromóvil (un escuadrón de control y suministro y un escuadrón de mando y logística).
- Batallón de helicópteros de maniobra y asalto (3 escuadrones de vuelo, incluido un escuadrón Cougar y 2 escuadrones de mantenimiento).
- Batallón de helicópteros y de reconocimiento y ataque (3 escuadrones de vuelo, 2 escuadrones de mantenimiento).

Hay que tener en cuenta también que en la Escuela Especial Militar de Saint-Cyr, todos los estudiantes de un año se agrupan en batallones. En el primer año, los alumnos forman parte del tercer batallón (oficial cadete), en el segundo año, del segundo batallón (guardiamarina), finalmente en el tercer año, del “Primer Batallón de Francia” (segundo teniente). El 4.º batallón de la Escuela Militar Especial de Saint-Cyr forma a oficiales contratados, oficiales politécnicos y oficiales de reserva, batallón que se convirtió en Escuela de Guardiamarinas Coëtquidan en 2021.

#### Cuerpos formando batallones
Estas unidades llevan tradicionalmente el nombre de batallón (entre los cazadores a pie, los cazadores alpinos o en la infantería de marina), pero en realidad son regimientos, es decir, auténticas formaciones administrativas. Como resultado, están al mando de un coronel o un teniente coronel.

#### Batallones temporales
Generalmente de armas combinadas, estas unidades, que no necesariamente llevan el nombre de batallón, se forman para cumplir una misión determinada durante un período específico y generalmente están bajo las órdenes del comandante de cuerpo del regimiento que proporciona la mayor parte de sus efectivos ( por lo tanto también coronel o teniente coronel). Se trata de Grupos de Batalla o Grupos de Batalla de Armas Combinadas (GTIA) que generalmente asocian compañías de infantería con elementos de otras armas (caballería acorazada, artillería, etc.) o batallones logísticos (BATLOG) o incluso Batallones de Mando y Apoyo (BCS), estos dos últimos, tipos de unidades que comprenden elementos de Tren y Material.